# Geniki Metallevtiki ke Metallourgiki Anonimi Eteria „LARKO“
Die Geniki Metallevtiki kai Metallurgiki Anonymi Etairia «LARKO» (griechisch Γενική Μεταλλευτική και Μεταλλουργική Ανώνυμη Εταιρεία «ΛΑΡΚΟ», dt.: General-Minen- und Metallurgie-Firma LARKO en.: General Mining and Metallurgical Company SA) ist eine griechische Firma für Ferrolegierungen. Sie betreibt Erzminen in Euböa, Kokkino (Νέο Κόκκινο Βοιωτίας), in Kastoria und in Servia (Σέρβια Κοζάνης). Außerdem betreibt sie eine Metallfabrik in Larymna (Λάρυμνα Φθιώτιδας), wo die meisten Mitarbeiter des Unternehmens beschäftigt sind.
ΛΑRΚΟ wurde 1963 von Bodosakis Athanasiadis (Πρόδρομος Μποδοσάκης Αθανασιάδης) gegründet. 1966 wurde der Bau der Fabrik in Larymna fertiggestellt und 1968 die Errichtung der Unterkünfte für die Mitarbeiter und deren Familien. Die Minen in Euböa wurden 1969 vollständig in Betrieb genommen und 1972 zwei neue elektrische Hochöfen. 1977 wurde das erste Langförderband Europas mit einer Länge von 7,5 km in Betrieb genommen um die Kosten für den Erztransport durch LKWs zu senken. Das geförderte Erz ist hauptsächlich Nickel-haltiges Goethit (λειμωνίτης). Die Lagerstätten werden hauptsächlich im Tagebau abgebaut. Nur 2 % werden in Minen abgebaut. Das Produkt ist ein hochreines, kohlenstoffarmes (άνθρακα) Ferronickel, welches zur Herstellung von Rostfreiem Stahl (ανοξείδωτος χάλυβας) Verwendung findet und vom Hafen in Larymna aus verschifft wird. Der griechische Staat ist seit 1985 Mehrheitseigner.
Folgende Stufen der pyrometallurgischen Behandlung des griechischen Ferronickel-Laterits werden heute bei LARCO angewendet:
1. Gewinnung, Umschlag und maschinelle Aufbereitung (Zerkleinerung, Sortierung) von Rohstoffen.
2. Trocknen, Brennen und selektive Vorreduktion des Erzes in Drehrohröfen (περιστροφικές καμίνους, rotary kilns)
3. Abschluss des Vorwärmens und Reduzierens, Schmelzens und Trennens der Metall-Schlacke-Phasen in Elektrolichtbogenöfen (EAF,  ηλεκτρικές καμίνους τόξου, electric arc furnace, EAF)
4. „Anreicherung“ (Εμπλουτισμός) und Reinigung von Metallen in Sorten des OBM-Typ.

1989 ging LARKO bankrott und wechselte den Eigentümer. Die Nationalbank von Griechenland, Dimosia Epichirisi Ilektrismou (Öffentliches Energieunternehmen, DEN) und die Organismos Anasyngkrotisis Epichiriseon (Οργανισμός Ανασυγκρότησης Επιχειρήσεων, Enterprise Reconstruction Organization, OAE) wurden Anteilseigner des neuen Unternehmens. 1992 wurde in Ieropigi, Kastoria, eine neue Mine eröffnet. Seit 2004 ist das Unternehmen wieder profitabel und versucht, seine Werkstätten zu erneuern. Im Jahr 2005 war es das einzige europäische Unternehmen, das Nickel aus einheimischen Quellen produzierte und gleichzeitig 6 % des europaweiten Nickelbedarfs deckte.

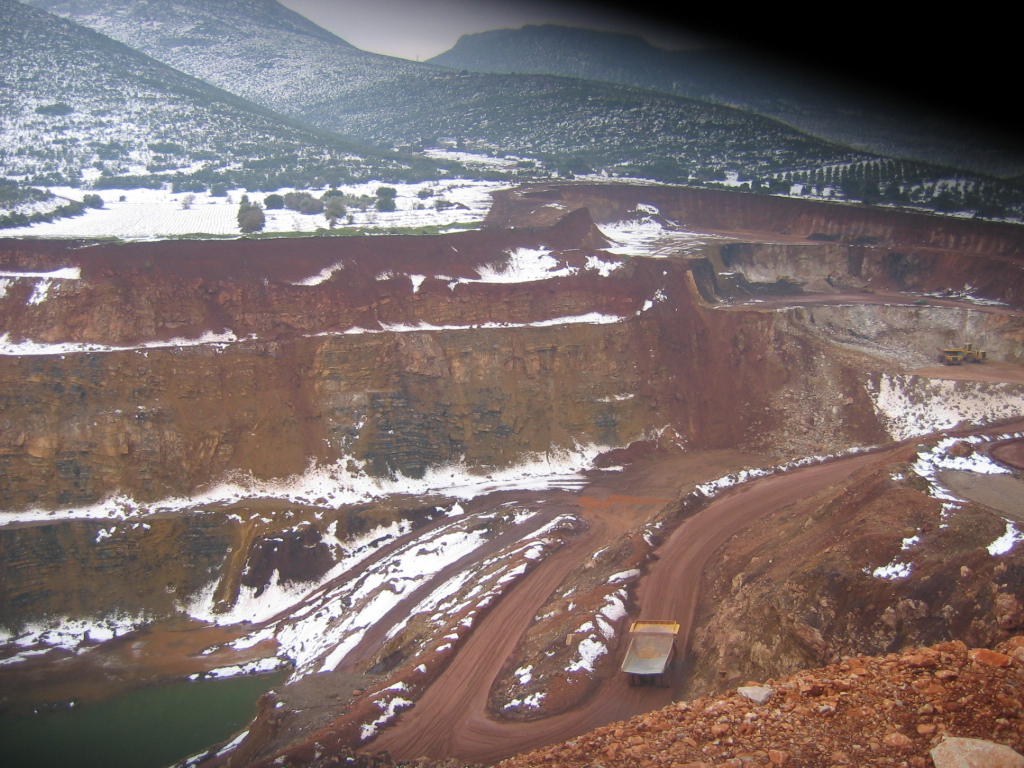
Griechischer Nickel-Erzbergbau in Magoula Viotias, LARKO GMMAE.

2009 ereigneten sich vor allem aufgrund des Alters der Anlagen zwei aufeinanderfolgende Unfälle mit Explosionen in Hochöfen. Die Hochöfen wurden zur Inspektion vorübergehend abgeschaltet.
Am 12. September 2013 kam ein 41-jähriger Mann durch einen Sturz aus 20 Metern Höhe ums Leben.
2013 kam es auch zu einem Produktionsrückgang von 10 % nach der hervorragenden Leistung von 2012, einem Jahr, in dem die Produktion das Niveau von 18.600 t Nickel erreichte und der Umsatz bei 19.071 t lag, was einen historischen Rekord darstellte. Die Exporte im Jahr 2013 beliefen sich auf 17.054 t Nickel bei gleichzeitiger Erschöpfung der Lagerbestände.
Die abbaubaren Vorkommen, die das pyrometallurgische Werk von Larko versorgen, gehören zu den ärmsten weltweit, ohne groß und unerschöpflich zu sein. Für den nachhaltigen und möglichst langfristigen Betrieb einer Fabrik unter der bisherigen Methode sind Erze mit einem hohen Nickelgehalt erforderlich, die im griechischen Raum nicht verfügbar sind. Darüber hinaus ist eine kostengünstige Energiequelle erforderlich, weil die verwendete metallurgische Methode äußerst energieintensiv ist (Arbeitstemperaturen von 900 °C bis 1.500 °C) und mehr als die Hälfte der gesamten Produktionskosten auf Energie entfällt. Auf internationaler Ebene, aber auch in Griechenland, werden Bemühungen unternommen Hydrometallurgie und ihre entsprechenden Methoden, für die Möglichkeit der Ausbeutung lateritischer Reserven mit niedrigem Nickelgehalt (unter 0,7 % bis etwa 1 %) zu erfinden.
Anfang der 2020er Jahre war eine Privatisierung des staatlichen Minen- und Verhüttungsunternehmens vorgesehen.